# Mikaela Tommy
Mikaela Tommy est une skieuse alpine canadienne, née le 10 mai 1995 à Ottawa.

## Biographie
Elle fait ses débuts dans des courses FIS à l'âge de 15 ans. Elle court dans la Coupe nord-américaine les saisons suivantes, remportant sa première victoire en 2013.
Elle entre dans la Coupe du monde en janvier 2013 et participe aux Mondiaux de Schladming, où elle ne finit pas le slalom géant.
Elle marque ses premiers points en Coupe du monde en janvier 2017 à Squaw Valley (27e).

## Palmarès

### Championnats du monde
| Épreuve / Édition | Schladming 2013 | Beaver Creek 2015 | Saint-Moritz 2017 | Åre 2019 |
| Super G           |                 |                   | 22e               |          |
| Slalom géant      | Abandon         | 22e               | Abandon           | 26e      |
| Combiné           | -               |                   | Abandon           |          |

### Coupe du monde
- Meilleur classement général : 93e en 2019.
- Meilleur résultat : 18e.

| Année/Classement | Général | Général | Descente | Descente | Slalom | Slalom | Slalom géant | Slalom géant | Super G | Super G | Combiné | Combiné |
| Année/Classement | Class.  | Points  | Class.   | Points   | Class. | Points | Class.       | Points       | Class.  | Points  | Class.  | Points  |
| ---------------- | ------- | ------- | -------- | -------- | ------ | ------ | ------------ | ------------ | ------- | ------- | ------- | ------- |
| 2017             | 128e    | 4       | -        | -        | -      | -      | 54e          | 4            | -       | -       | -       | -       |
| 2019             | 93e     | 30      | -        | -        | -      | -      | 34e          | 30           | -       | -       | -       | -       |

### Championnats du monde junior
- Québec 2013 :
  -  Médaille de bronze par équipes.

### Coupe nord-américaine
- 2e du classement général en 2015.
- Vainqueur du classement du slalom géant en 2013 et 2018.
- Vainqueur du classement du combiné en 2014.
- 11 victoires (8 en slalom géant, 2 en combiné et 1 en super G).